# Kotka järnvägsstation

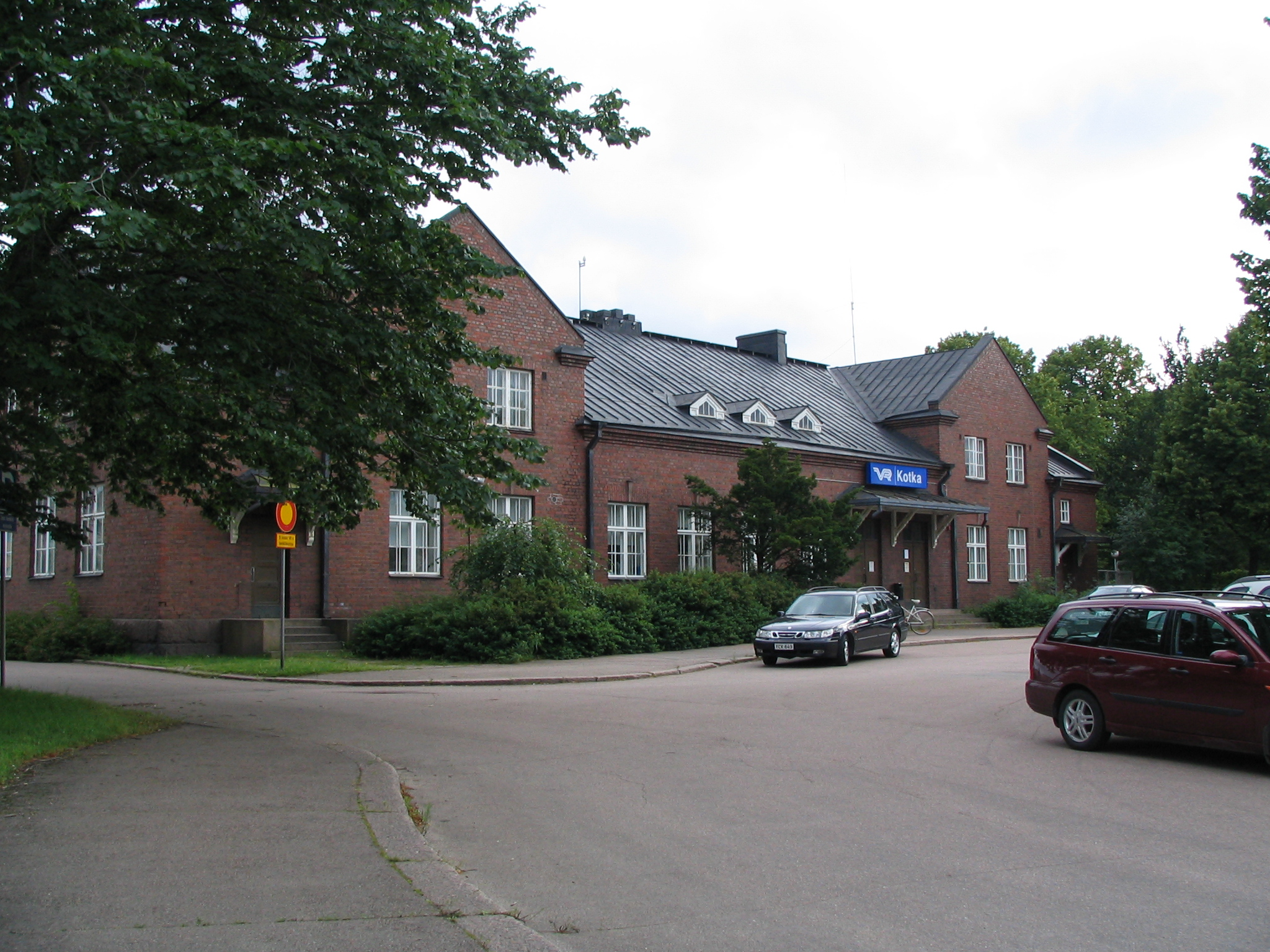
Stationsbyggnaden

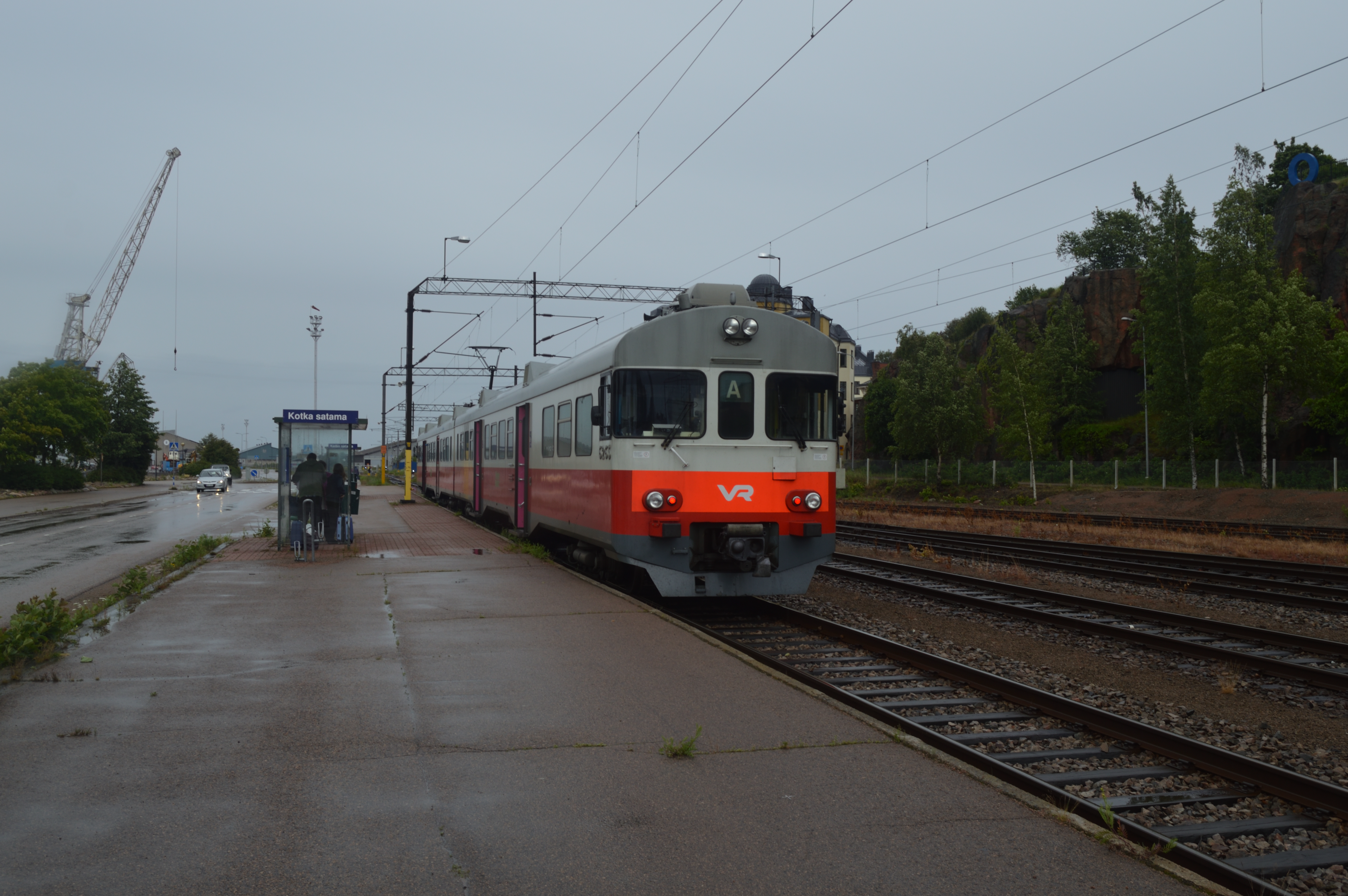
Ett regionaltåg på Kotka hamns hållplats, dessa stannar på Kotka järnvägsstation

Kotka järnvägsstation är en järnvägsstation i den finländska staden Kotka. Den ligger i ändan av Kotkabanan. Den nuvarande stationsbyggnaden byggdes i tegel 1925 efter ritningar av arkitekt Thure Hellström. Vid stationen stannar regionaltåg från Kouvola och Lahtis.